# Kaija Mustonen
Kaija Marja Mustonen (ur. 4 sierpnia 1941 w Helsinkach) – fińska łyżwiarka szybka, czterokrotna medalistka olimpijska.

## Kariera
Pierwsze sukcesy w karierze Kaija Mustonen osiągnęła w 1964 roku, kiedy zdobyła dwa medale podczas igrzysk olimpijskich w Innsbrucku. W pierwszym starcie, biegu na 500 m, zajęła trzynaste miejsce, jednak już dwa dni później była trzecia na 1000 m. W zawodach tych wyprzedziły ją jedynie dwie reprezentantki ZSRR: Lidija Skoblikowa oraz Irina Jegorowa. Na podium stanęła także w biegu na 1500 m, rozdzielając Skoblikową i jej rodaczkę, Biertę Kołokolcewą. Ostatni start, bieg na 3000 m, zakończyła na piątej pozycji. Na rozgrywanych cztery lata później igrzyskach olimpijskich w Grenoble osiągnęła swój największy sukces, zwyciężając na dystansie 1500 m. Zdobyła ponadto srebrny medal na dwukrotnie dłuższym dystansie, przegrywając tylko z Holenderką Ans Schut, a wyprzedzając inna reprezentantkę Holandii, Stien Baas-Kaiser. Na tych samych igrzyskach była też szósta w biegu na 500 m i czwarta na 1000 m, gdzie w walce o medal lepsza okazała się Amerykanka Dianne Holum. Mustonen nigdy nie zdobyła medalu mistrzostw świata, jej najlepszym rezultatem było czwarte miejsce wywalczone podczas wielobojowych mistrzostw świata w Kristinehamn w 1964 roku. Walkę o podium przegrała tam z Tamarą Ryłową z ZSRR. Była też piąta na mistrzostwach świata w Trondheim w 1966 roku i rozgrywanych dwa lata później mistrzostwach świata w Helsinkach. Wielokrotna rekordzistka Finlandii.
Mistrzyni kraju w wieloboju z lat 1962-1968.